# Lloa (dialect)
Lloa, ook Loa, was een dialect van het Hoanya, een Paiwanische taal. Dit dialect werd, evenals de andere Hoanya-dialecten, gesproken op vlaktes in het zuidwesten van het Aziatische land Taiwan door de Hoanya.
Aangezien het Hoanya een dode taal is, is Lloa ook een dood dialect.